# Montreuil-au-Houlme
Montreuil-au-Houlme is een gemeente in het Franse departement Orne (regio Normandië) en telt 110 inwoners (1999). De plaats maakt deel uit van het arrondissement Argentan.

## Geografie
De oppervlakte van Montreuil-au-Houlme bedraagt 8,0 km², de bevolkingsdichtheid is 13,8 inwoners per km².
De onderstaande kaart toont de ligging van Montreuil-au-Houlme met de belangrijkste infrastructuur en aangrenzende gemeenten.

## Demografie
Onderstaande figuur toont het verloop van het inwonertal (bron: INSEE-tellingen).